# Jessica Klimkait
Jessica Klimkait, née le 31 décembre 1996, est une judokate canadienne. Luttant dans la catégorie des moins de 57 kg, poids légers, elle est sacrée championne du monde en 2021 et remporte deux médailles aux championnats panaméricains, l'or en 2017 et le bronze en 2018.

## Biographie
Née à Whitby, en Ontario, elle a commencé à pratiquer le judo après avoir vu son père, lui-même judoka, en action. Elle vient du renommé Ajax Budokan Club sous la direction de Kevin Doherty. 
Elle a poursuivi son développement au Centre régional de formation de Toronto créé en 2012 sous la supervision de Pedro Guedes, alors entraîneur provincial. En 2013, à Miami aux Championnats du monde U18, elle est devenue la première Canadienne à remporter le titre de Championne du monde. 
En octobre 2016, elle a déménagé à Montréal pour poursuivre sa formation au Centre national d’entraînement. En 2017, elle a remporté sa première médaille en Grand Chelem, terminant 3e à Ekaterinbourg. En 2018, elle a remporté trois médailles en Grand Prix et est devenue la première Canadienne de l’histoire à remporter le prestigieux Grand Chelem d’Osaka. Elle a également remporté la médaille de bronze aux Tournois des Maîtres de la FIJ. 
Depuis Jessica poursuit sa remarquable ascension sur la scène internationale, elle a été classée première au classement mondial de sa catégorie en 2020 et en juin 2021 elle remporte le Championnat du monde.

## Palmarès

### Compétitions internationales
| Année | Compétition                   | Lieu      | Résultat | Catégorie      |
| ----- | ----------------------------- | --------- | -------- | -------------- |
| 2017  | Championnats panaméricains    | Panama    | 1re      | Moins de 57 kg |
| 2018  | Championnats panaméricains    | San José  | 3e       | Moins de 57 kg |
| 2021  | Championnats du monde         | Budapest  | 1re      | Moins de 57 kg |
| 2021  | Jeux olympiques d'été de 2020 | Tokyo     | 3e       | Moins de 57 kg |
| 2022  | Championnats du monde         | Tachkent  | 3e       | Moins de 57 kg |
| 2023  | Championnats du monde         | Doha      | 3e       | Moins de 57 kg |
| 2023  | Championnats panaméricains    | Calgary   | 3e       | Moins de 57 kg |
| 2024  | Championnats du monde         | Abou Dabi | 3e       | Moins de 57 kg |

### Masters mondial, Tournois Grand Chelem et Grand Prix
| Année | Compétition     | Lieu          | Résultat | Catégorie      |
| ----- | --------------- | ------------- | -------- | -------------- |
| 2017  | Grand Prix      | Hohhot        | 3e       | Moins de 57 kg |
| 2017  | Grand Chelem    | Ekaterinbourg | 3e       | Moins de 57 kg |
| 2018  | Grand Prix      | Hohhot        | 2e       | Moins de 57 kg |
| 2018  | Grand Prix      | Zagreb        | 2e       | Moins de 57 kg |
| 2018  | Grand Prix      | Cancún        | 2e       | Moins de 57 kg |
| 2018  | Grand Chelem    | Osaka         | 1re      | Moins de 57 kg |
| 2018  | Masters mondial | Guangzhou     | 3e       | Moins de 57 kg |
| 2019  | Grand Chelem    | Paris         | 2e       | Moins de 57 kg |
| 2019  | Grand Chelem    | Ekaterinbourg | 3e       | Moins de 57 kg |
| 2019  | Grand Prix      | Hohhot        | 3e       | Moins de 57 kg |
| 2019  | Grand Prix      | Montréal      | 2e       | Moins de 57 kg |
| 2019  | Grand Prix      | Zagreb        | 1re      | Moins de 57 kg |
| 2019  | Grand Chelem    | Osaka         | 3e       | Moins de 57 kg |
| 2019  | Masters mondial | Qingdao       | 3e       | Moins de 57 kg |
| 2020  | Grand Chelem    | Düsseldorf    | 1re      | Moins de 57 kg |
| 2020  | Grand Chelem    | Budapest      | 1re      | Moins de 57 kg |
| 2021  | Masters mondial | Doha          | 3e       | Moins de 57 kg |
| 2021  | Grand Chelem    | Antalya       | 2e       | Moins de 57 kg |
| 2022  | Grand Chelem    | Antalya       | 1re      | Moins de 57 kg |
| 2023  | Grand Chelem    | Paris         | 2e       | Moins de 57 kg |
| 2023  | Grand Chelem    | Tel Aviv      | 1re      | Moins de 57 kg |
| 2023  | Grand Chelem    | Tbilissi      | 3e       | Moins de 57 kg |
| 2023  | Grand Chelem    | Oulan-Bator   | 2e       | Moins de 57 kg |
| 2023  | Masters mondial | Budapest      | 1re      | Moins de 57 kg |
| 2023  | Grand Chelem    | Abou Dabi     | 1re      | Moins de 57 kg |
| 2023  | Grand Chelem    | Tokyo         | 3e       | Moins de 57 kg |
| 2024  | Grand Chelem    | Paris         | 3e       | Moins de 57 kg |
| 2024  | Grand Chelem    | Tbilissi      | 2e       | Moins de 57 kg |
| 2024  | Grand Chelem    | Douchanbé     | 1re      | Moins de 57 kg |